# Krepostnaya
Krepostnaya (del ruso: Крепостна́я) es una stanitsa del raión de Séverskaya del krai de Krasnodar, en Rusia. Está situada en el borde septentrional del Cáucaso, en la orilla izquierda del Afips, de la cuenca del Kubán, 15 km al sur de Séverskaya y 46 km al suroeste de Krasnodar. Tenía 785 habitantes en 2010.
Pertenece al municipio Smolénskoye.

## Historia
La localidad fue fundada en 1864 con el nombre Soberbashjskaya, por el monte Sober-Bash (735 m). En 1866 perdió el estatus de stanitsa pasando a ser el posiólok Afipski perteneciente al municipio de Afipskaya y en 1867 pasaba al de Smolénskaya y recibía la denominación Smolenski. Recibió la inmigración de griegos pónticos que emigraron por las persecuciones en el Imperio otomano a finales del siglo XIX y principios del XX. En 1908 recuperó el grado de stanitsa pero su nombre mudó al actual (Krepostnaya) por su posición como fortaleza (krepost) natural.

## Cultura y lugares de interés
En la población se halla la Iglesia del Arcángel Miguel y un memorial a los soldados que liberaron la localidad en la Gran Guerra Patria.